# بلاغوي فيدينيتش
بلاغوي فيدينيتش، من ولد في 11 يونيو 1934، وتوفي في 29 ديسمبر 2006. لاعب كرة قدم يوغسلافي سابق، ومدرب كرة قدم يوغسلافي سابق.
لعب مع منتخب يوغسلافيا لكرة القدم.
درب المنتخب المغربي ونادي الجيش الملكي، ومنتخب زائير لكرة القدم.

## روابط خارجية
- بلاغوي فيدينيتش على موقع الاتحاد الدولي (مؤرشف)  (الإنجليزية)
- بلاغوي فيدينيتش على موقع قاعدة بيانات كرة القدم.إي يو (الإنجليزية)
- بلاغوي فيدينيتش على موقع ناشيونال فوتبول تيمز (الإنجليزية)
- بلاغوي فيدينيتش على موقع عالم كرة القدم.نت (الإنجليزية)
- بلاغوي فيدينيتش على موقع اللجنة الأولمبية الدولية (الإنجليزية)
- بلاغوي فيدينيتش على موقع أوليمبيديا (الإنجليزية)